# Biblioteca Załuski

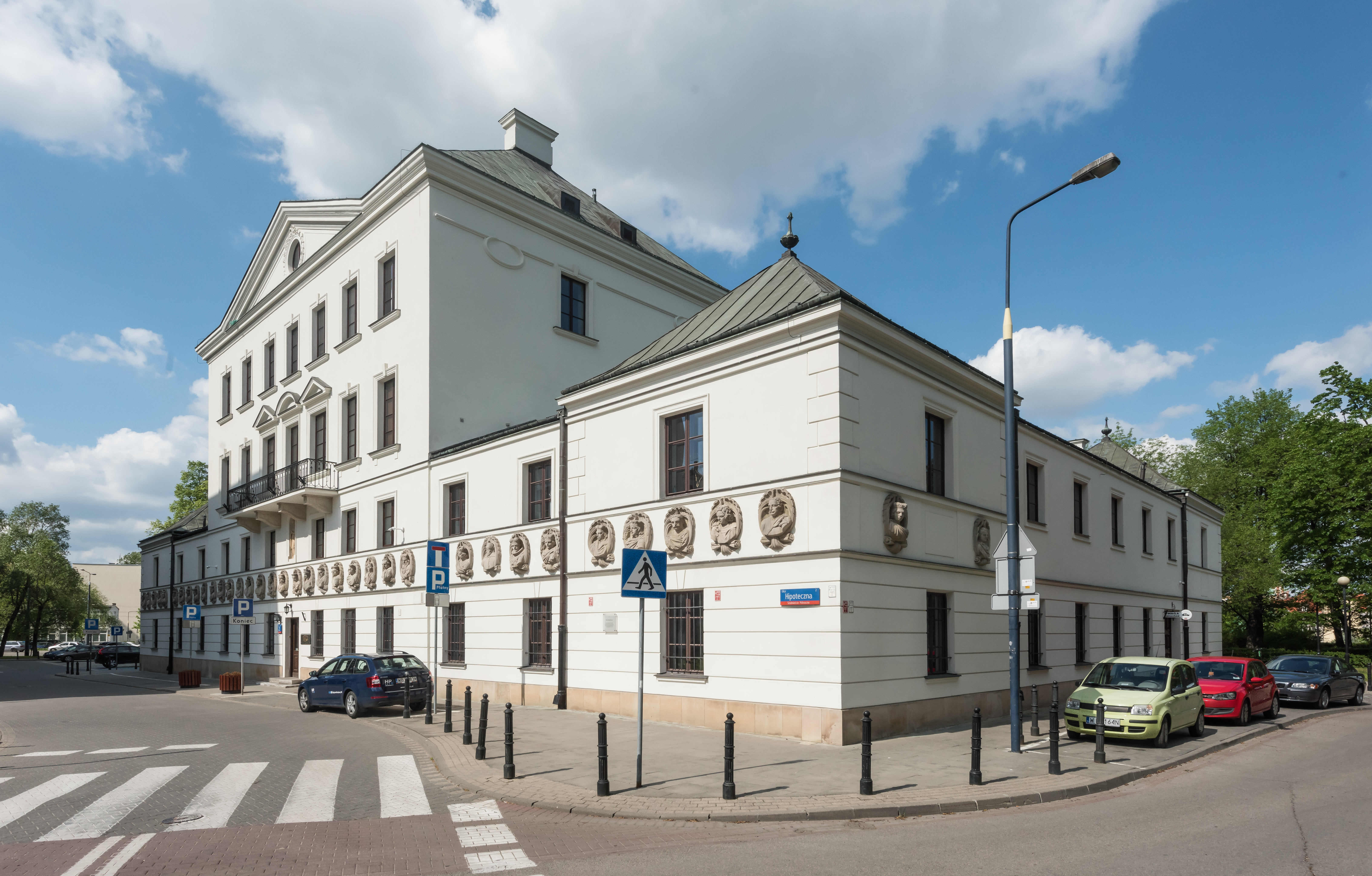
"Casa dei Re" oggi (ul. Daniłowiczowska 14, angolo di ul. Hipoteczna 2, Varsavia)

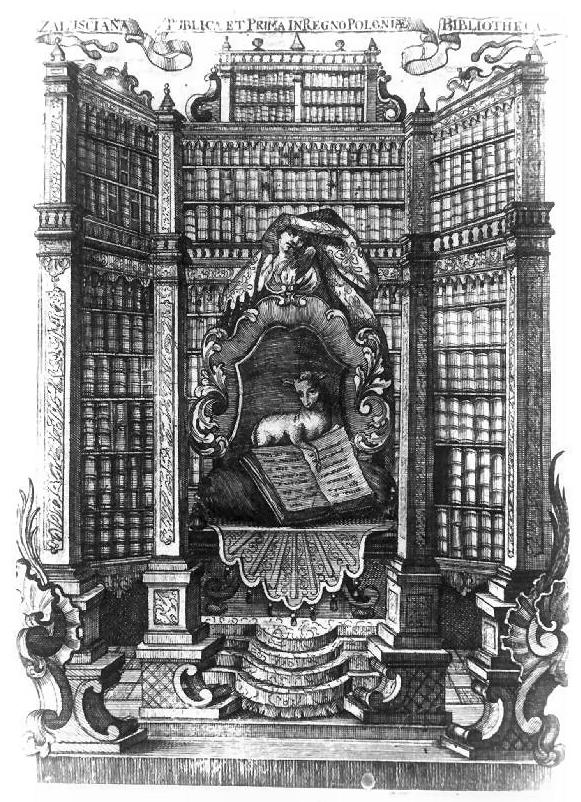
Ex libris della Biblioteca Załuski

La Biblioteca Załuski (in polacco: Biblioteca Załuskich, AFI [ˌbʲiblʲjɔˈtɛka zaˈwuscix], in latino: Bibliotheca Zalusciana) fu costruita a Varsavia in 1747-1795 da Józef Andrzej Załuski e da suo fratello, Andrzej Stanisław Załuski, entrambi vescovi della Chiesa cattolica. La biblioteca fu la prima biblioteca pubblica polacca, la biblioteca più grande in Polonia e una delle prime biblioteche pubbliche in Europa.
Dopo la Rivolta di Kościuszko, le truppe russe, agendo su ordini della zarina Caterina II, sequestrarono le raccolte della biblioteca e le trasportarono nella sua collezione personale a San Pietroburgo, dove un anno dopo costituirono la pietra angolare della neo fondata Biblioteca Pubblica Imperiale.
Negli anni 1920 il governo della Repubblica Socialista Federativa Sovietica Russa restituì alcune delle vecchie proprietà della Biblioteca Załuski alle istituzioni della recentemente stabilita Seconda Repubblica di Polonia grazie al Trattato di Riga. Queste raccolte furono deliberatamente distrutte dalle truppe tedesche durante la distruzione programmata di Varsavia nell'ottobre del 1944, a seguito del crollo della Rivolta di Varsavia.

## Storia
La biblioteca Załuski fu considerata la prima biblioteca pubblica polacca e una delle più grandi biblioteche del mondo contemporaneo. In tutta Europa c'erano solo due o tre biblioteche che avrebbero potuto vantare tali aziende. La biblioteca inizialmente ospitava circa 200.000 voci, che crebbero a circa 400.000 articoli stampati, mappe e manoscritti entro la fine degli anni 1780. Inoltre accumulò una raccolta di arte, strumenti scientifici e campioni di piante e animali.
Questa biblioteca, aperta martedì e giovedì dalle ore 7:00 alle ore 19:00, chiedeva ai lettori il silenzio e di dire una preghiera nell'intenzione dei fratelli Załuski. Era vietato portare i libri fuori dalla biblioteca, poiché il furto di libri era un problema crescente, in misura che i vescovi decisero di chiedere aiuto al papa. Rispondendo alla loro richiesta, nel 1752 il papa Benedetto XIV emise una bolla papale che minacciò di scomunica persone che prendono i libri da questa biblioteca; anche questo non eliminò completamente il problema.
Dopo la morte dei fratelli, la neo formata Commissione per l'educazione nazionale si occupò della biblioteca, rinominandola la Biblioteca Załuski della Repubblica.
Vent’anni dopo, nel 1794, dopo la seconda spartizione della Polonia e la Rivolta di Kościuszko, le truppe russe, su ordini della zarina Caterina II, svuotarono la biblioteca e spedirono tutta la collezione a San Pietroburgo, dove i libri costituirono la massa della Biblioteca Pubblica Imperiale alla sua formazione, un anno dopo. Parti delle collezioni furono danneggiate o distrutte poiché furono maltrattate mentre erano state rimosse dalla biblioteca e trasportate in Russia, e molte furono rubate.
Più tardi, la raccolta fu dispersa tra diverse biblioteche russe. Alcune parti della collezione Załuski tornarono in Polonia in due date distinte nel XIX secolo: 1842 e 1863. Negli anni 1920, dopo la guerra polacco-sovietica e il trattato di Riga il governo RSFSR restituì circa 50.000 oggetti alla Polonia, ma i soldati tedeschi hanno deliberatamente distrutto questi oggetti durante la distruzione programmata di Varsavia nell'ottobre del 1944, dopo il crollo della Rivolta di Varsavia. Solo 1800 manoscritti e 30.000 materiali stampati della biblioteca originale sopravvissero alla guerra.
Nel 1821 la casa originale della biblioteca fu alterata in una casa di tenuta. Durante la ricostruzione dell'edificio, i busti dei monarchi polacchi, che originariamente adornavano gli interni della biblioteca e che erano nascosti durante le spartizioni della Polonia, furono scoperti e collocati sulla facciata dell'edificio; da qui l'edificio venne chiamato la "Casa dei Re" (Dom pod Królami).
L'edificio fu distrutto dai tedeschi durante la seconda guerra mondiale. Dopo la guerra, è stato ricostruito sotto la Repubblica Popolare di Polonia.
La biblioteca nazionale polacca di oggi (Biblioteka Narodowa), fondata nel 1928, si considera la discendente della Biblioteca Załuski.